# توماس فرانسیس
توماس فرانسیس (انگلیسی: Thomas Francis Jr.؛ ۱۵ ژوئیهٔ ۱۹۰۰ – ۱ اکتبر ۱۹۶۹) دانشمند در زمینه ویروس‌شناسی و همه‌گیرشناسی اهل ایالات متحده آمریکا بود.
وی همچنین برندهٔ جوایزی همچون جایزه پژوهش پزشکی بالینی لسکر-دی‌بیکی شده‌است.